# Santalene
Die Santalene sind eine Gruppe von Naturstoffen. Strukturell zählen sie zu den tricyclischen Sesquiterpenen und damit zu den Kohlenwasserstoffen. Es handelt sich um drei Stereoisomere, die im ostindischen Sandelholzöl vorkommen.

## Vertreter
| Santalene                  | |                                                                              |                                                                        |
| Name                       | (–)-α-Santalen | (–)-β-Santalen                                                               | (+)-epi-β-Santalen                                                     |
| Strukturformel             | Strukturformel (–)-α-Santalen | Strukturformel (–)-β-Santalen                                                | Strukturformel (+)-epi-β-Santalen                                      |
| Andere Namen               | - (−)-1,7-Dimethyl-7-(4-methyl-3-pentenyl)-tricyclo[2.2.1.02,6]heptan - 6,7-Dimethyl-7-(4-methylpent-3-enyl)-2,3,4,5-tetrahydro-1H-tricyclo[2.2.1.02,6]heptan | (1R,3R,4S)-3-Methyl-2-methyliden-3-(4-methylpent-3-enyl)bicyclo[2.2.1]heptan | (3S)-3-Methyl-2-methyliden-3-(4-methylpent-3-enyl)bicyclo[2.2.1]heptan |
| CAS-Nummer                 | 512-61-8 | 511-59-1                                                                     | 25532-78-9                                                             |
| PubChem                    | 94164 | 10889018                                                                     | 91746538                                                               |
| Summenformel               | C15H24 | C15H24                                                                       | C15H24                                                                 |
| Molare Masse               | 204,35 g·mol−1 | 204,35 g·mol−1                                                               | 204,35 g·mol−1                                                         |
| Aggregatzustand            | flüssig | flüssig                                                                      | flüssig                                                                |
| Kurzbeschreibung           | Öle | Öle                                                                          | Öle                                                                    |
| Siedepunkt                 | 252 °C (100,1 kPa) | 125–127 °C (1,2 kPa)                                                         | 94–115 °C (3–7 kPa)                                                    |
| GHS- Kennzeichnung         | \| keine Einstufung verfügbar \| | \| keine Einstufung verfügbar \|                                             | \| keine Einstufung verfügbar \|                                       |
| H- und P-Sätze             | siehe oben | siehe oben                                                                   | siehe oben                                                             |
| H- und P-Sätze             | siehe oben |                                                                              |                                                                        |
| keine Einstufung verfügbar | |                                                                              |                                                                        |

## Vorkommen

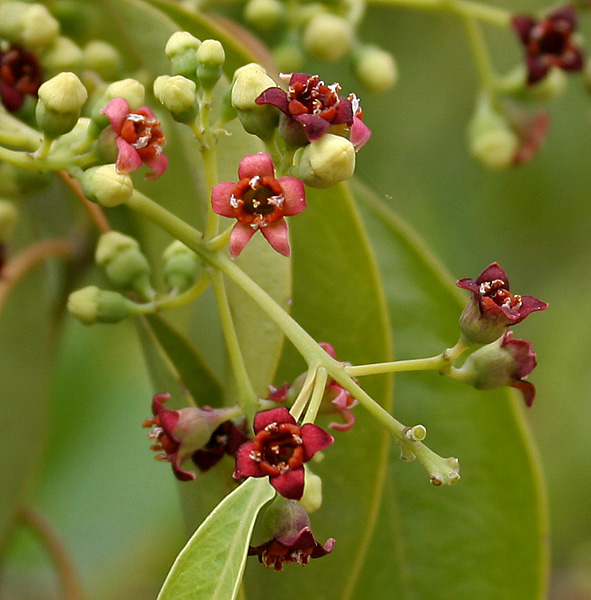
Sandelholzbaum

Alle drei Isomere kommen neben α-Santalol im indischen Sandelholzöl aus Santalum album vor; das (+)-epi-β-Santalen jedoch nur in Spuren.
(−)-α-Santalen ist in Spuren auch im Lavendelöl zu finden, wie auch in der Pestwurz (Petasites hybridus).

## Eigenschaften
Der Geruch von α-Santalen wird als schwach beschrieben, β-Santalen zeigt dagegen eine Zedernholznote.
Die β-Santalene besitzen eine Bicyclo[2.2.1]heptanstruktur, während die α-Derivate tricyclischer Natur sind.

## Geschichte
Santalen ist das erste Sesquiterpen, von dem eine korrekte Strukturformel ermittelt werden konnte, dies geschah 1910 durch Friedrich Wilhelm Semmler.